# 戈爾曼 (加利福尼亞州)
戈爾曼（英語：Gorman）是位於美國加利福尼亞州洛杉磯縣的一個非建制地區。該地的面積和人口皆未知。

## 地理
戈爾曼的座標為34°47′28″N 118°51′13″W / 34.79111°N 118.85361°W，而該地的平均海拔高度為1263米（即4144英尺）。